# Вікентій Хвойка (монета)
«Віке́нтій Хво́йка» — ювілейна монета номіналом 2 гривні, яку випустив Національний банк України. Присвячена 150-річчю від дня народження Вікентія В'ячеславовича Хвойки (1850—1914 роки), видатного українського археолога — першовідкривача пам'яток трипільської (4-2 тис. до н. е.), зарубинецької (3 ст. до н. е.- 4 ст. н. е.) та черняхівської (2-7 ст. н. е.) культур, а також скіфських та східнослов'янських пам'яток. Вікентій Хвойка також був одним із засновників Київського Міського музею (нині — Національний музей історії України).
Монету введено в обіг 29 березня 2000 року. Вона належить до серії «Видатні особистості України».

## Опис монети та характеристики
| Номінал грн. | Метал      | Маса, грам | Діаметр, мм. | Якість виготовлення | Гурт     | Тираж, штук |
| ------------ | ---------- | ---------- | ------------ | ------------------- | -------- | ----------- |
| 2            | нейзильбер | 12,8       | 31,0         | анциркулейтед       | рифлений | 20 000      |

### Аверс
На аверсі монети у центрі концентричних кіл, розділених солярними знаками, зобразили Державний Герб України в оточенні керамічних виробів трипільської культури, відкритих В. Хвойкою під час археологічних досліджень. На монеті розмістили стилізовані написи у чотири рядки: «УКРАЇНА», «2000», «ДВІ», «ГРИВНІ» .

### Реверс
На реверсі монети розмістили погрудний портрет вченого та кругові стилізовані написи: «ВІКЕНТІЙ ХВОЙКА» і «1850-1914».

## Автори

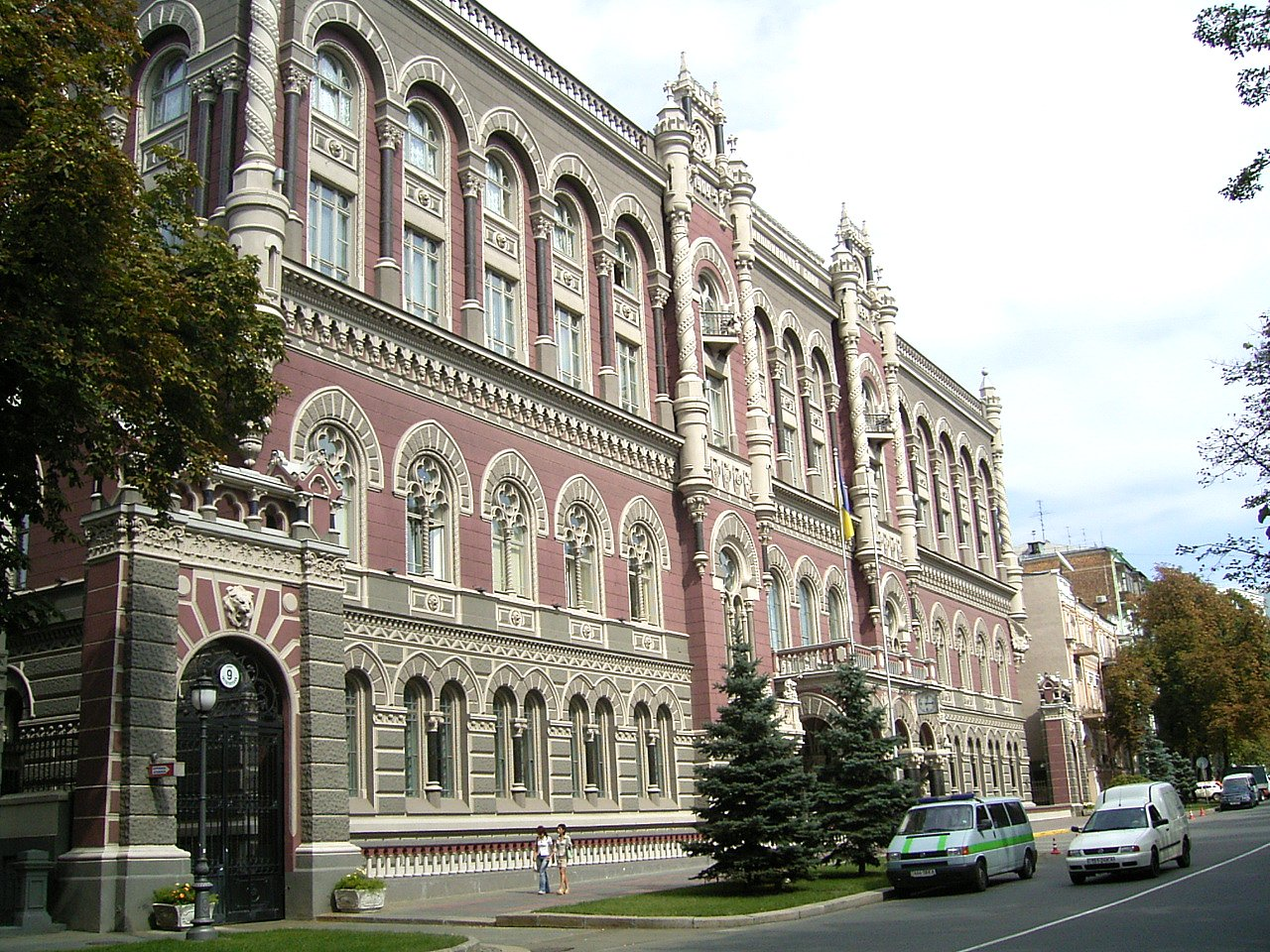
Будівля Національного банку України

- Художник — Олександр Івахненко.
- Скульптор — Володимир Атаманчук.

## Вартість монети
Під час введення монети в обіг 2000 року, Національний банк України розповсюджував монету через свої філії за номінальною вартістю — 2 гривні.
Фактична приблизна вартість монети з роками змінювалася так:
| Рік        | 2010 | 2011 | 2012 | 2013 | 2014 | 2015 | 2016 | 2017 | 2018 | 2019 | 2020 | 2021 | 2022 | 2023 | 2024 | 2025 |
| ---------- | ---- | ---- | ---- | ---- | ---- | ---- | ---- | ---- | ---- | ---- | ---- | ---- | ---- | ---- | ---- | ---- |
| Ціна, грн. | 80   | 85   | 100  | 100  | 110  | 140  | 285  | 330  | 530  | 450  | 410  | 390  | 450  | 570  | 980  | 960  |